# 1086 هـ
1086 هـ هي سنة في التقويم الهجري إمتدت مقابلةً في التقويم الميلادي بين سنتي 1675 و1676.

## وفيات
- محمد صالح المازندراني